# Yuki Soma
Yuki Soma (相馬 勇紀, Soma Yuki, Tokio, 25 februari 1997) is een Japans voetballer die als middenvelder speelt bij Nagoya Grampus.

## Clubcarrière
In 2015 ging Soma naar de Waseda-universiteit, waar hij in het schoolteam voetbalde. Hij tekende in 2018 bij Nagoya Grampus. In augustus 2019 kwam hij op huurbasis uit voor Kashima Antlers.

## Interlandcarrière
Soma maakte op 10 december 2019 zijn debuut in het Japans voetbalelftal tijdens een Oost-Aziatisch kampioenschap voetbal 2019 tegen China.

## Statistieken
| Japans voetbalelftal | Japans voetbalelftal | Japans voetbalelftal |
| Jaar                 | Wed.                 | Dlp.                 |
| -------------------- | -------------------- | -------------------- |
| 2019                 | 3                    | 0                    |
| Totaal               | 3                    | 0                    |